# Sierra Hull
Sierra Hull (Byrdstown, 1991. szeptember 27. –) amerikai bluegrass énekes, dalszerző, mandolinjátékos, gitáros.

## Pályafutása
Sierra Hull a Tennessee állambeli Byrdstownban nőtt fel. A Pickett County High School középiskolába járt, majd elnöki ösztöndíjat kapott, hogy a Berklee College of Musicban tanulhasson.
Nyolc évesen kezdett mandolinozni, tíz éves korában kiadta az Angel Mountain című albumát. 2001-ben elindult egy tehetségkutató versenyeken. Szülei számos bluegrass fesztiválra vitték. Egy International Bluegrass Music Association fesztiválon figyelt fel rá a Rounder Records vezető tehetségkutatója, Ken Irwin. 11 évesen Alison Krauss mentorálta, aki egykor csodagyerek hegedűs volt. 
Sierra Hullt tizenhároméves korában szerződtette a Rounder Records. 2008-ban, tizenhat évesen kiadták első albumát, a Secretst. Az album a Billboard Top Bluegrass Albums listáján második helyezést ért el. Hull és Krauss − Dan Tyminskivel − fellépett a Fehér Házban, 2011-ben.
Ötször kapott Nemzetközi Bluegrass Music Association jelölést. 2013-ban megkapta a Bluegrass Heritage Foundation által átadott Bluegrass Star Award díjat.

## Albumok
- 2002: Angel Mountain (saját kiadás)
- 2008: Secrets
- 2011: Daybreak
- 2016: Weighted Mind
- 2020: 25 Trips

## Díjak
- 2013: Bluegrass Star Award